# 札幌観光幌馬車
札幌観光幌馬車（さっぽろかんこうほろばしゃ、Sapporo sightseeing covered wagon）は、北海道札幌市中央区で観光目的で闊歩（かっぽ）する幌馬車を運行した企業。1978年から2017年にかけて運行された。
馬の鈴の音と、蹄（ひづめ）の音とが札幌のオフィス街に響く。世界的にも珍しい「大都会の中を闊歩する二階建て馬車」とされ、また、札幌名物ともされている。

## 観光幌馬車

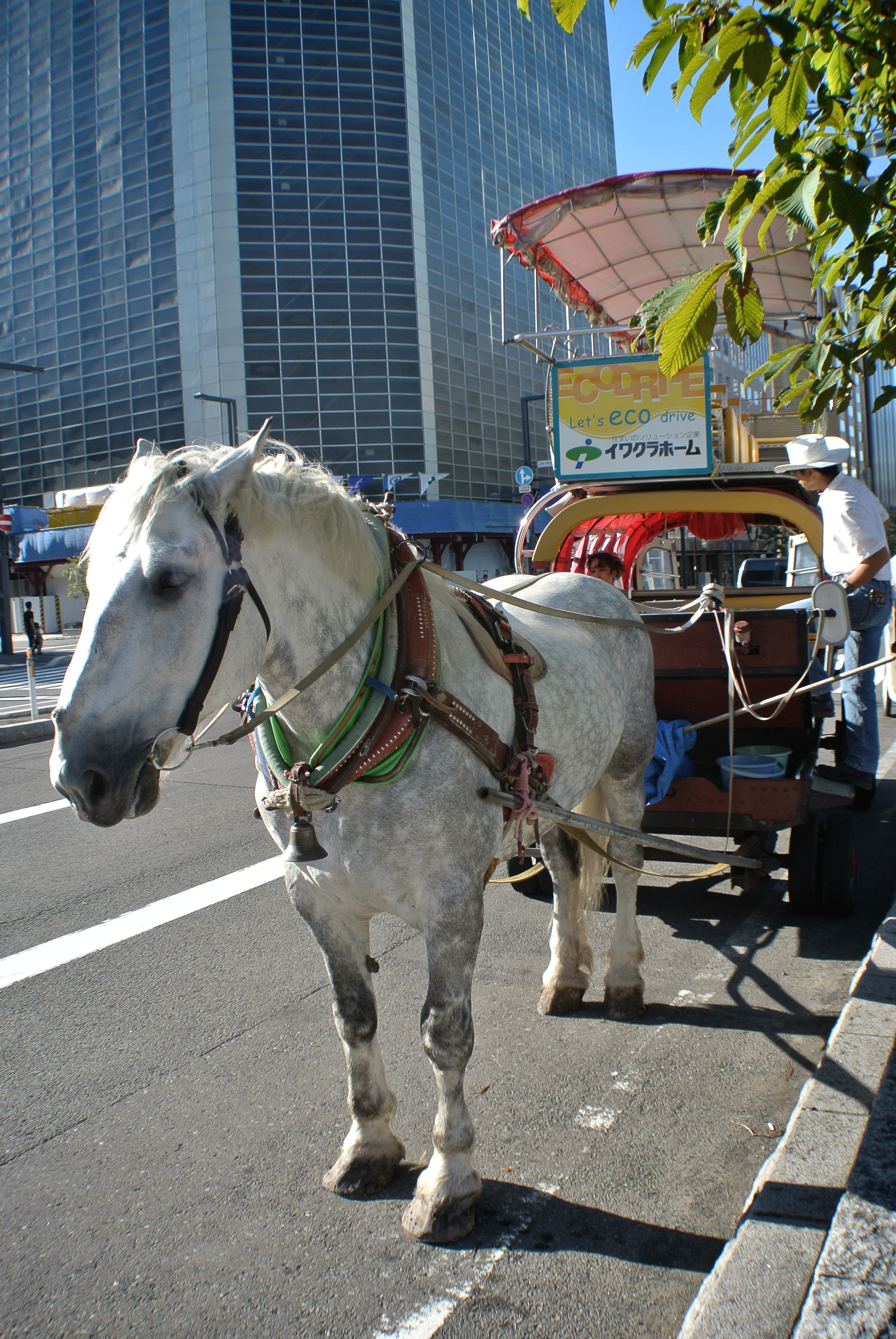
馬は「銀太二世」号

創業者曰く「人の心を和ませ、笑顔の輪を広げる仕事」とされている。

### 創業
札幌市の中心部を一頭の馬が引く、赤色の二階建て幌馬車は、創業者・土屋光雄の手作りである。最初は一階建てだった。土屋の本業は靴屋だったが、函館の幌馬車に触発されたか、子供時代は馬に囲まれた生活をしていたからか、創業者は幌馬車の事業を行うことを思いつく。土屋は本で写真を見ながら模型を作り、そして業者に馬車の製作を頼み、また、道路を所轄する警察や市役所の懸念を説得し、1978年に認可を得た。事業は収入ゼロの年もあったが、はじめは反対していた現社長の土屋豊子も一緒に馬車に乗り、夫婦でガイド案内をするなど家業を支えた。2012年時点では、観光幌馬車は年間3,000人から4,000人の観光客を乗せている。それでもバブルのころは1万人近く乗せたという。
馬車馬の糞（ふん）や尿は、環境に配慮して、御者が網やバケツを用いて粗相のないように努めている。
2008年、観光幌馬車は北海道内の住宅会社イワクラホームから、幌馬車のリニューアルを手伝うなどの支援を受けている。2008年のリニューアルは赤の幌部分を貼り換えるなど全面的なものだった。また、イワクラホームは養護施設の人たちを幌馬車の旅に招待もしている(イワクラホームの協賛は2014年まで)。
2009年3月29日、創業者の土屋光雄が亡くなり、御者の後継者（2代目）は土屋が2007年に声をかけ、指導した渡部一美（わたなべかずみ）が行う。御者のトレードマークはカウボーイハットである。
2017年、土屋豊子の高齢化もあり札幌観光幌馬車社による馬車の運行を終了。

### 馬車馬
馬車馬は四代続いている。銀太（初代）はすでに他界し、ほかに二代の金太という馬がいて、銀太二世で4代目である。銀太二世は幌馬車のトレーニングを、2005年ごろに長沼町において御者の土屋から受けている。

#### 銀太二世号
2013年現在、幌馬車を引く馬は「銀太」、銀太二世号と呼ばれている。銀太は道産子ではなく、フランス・ノルマンディー地方原産の馬・ペルシュロンのオスで、サラブレッドに比べ、脚が短く胴が太く、非常に力が強く、体重は1トン程度とサラブレッドの倍ほどにもなり、馬車馬や挽馬・軍馬などに使われる品種である。銀太は2002年4月20日産まれ。ラジオ局の取材によれば、仕事が済んだ後の銀太は札幌市内で飼葉を食らい、そのあと、専用の車で北広島市内に移動し就寝する。また、御者は朝4時半起きで銀太を迎えに行くという。
銀太と御者は一日の大半を共に過ごすため、人馬の一体感は最良で、これが安全運行にもつながっている。銀太は本当におとなしい馬だとされ、案内の際に、客が銀太に触れるサービスまでも行える。なお、馬は初めて見るものに驚く性質があり、銀太は札幌市内を走り始めた自転車タクシーのベロタクシーを初めて見た際、おっかながって（怖がって）しまったという。

### クリスマス
2006年から2009年までのクリスマスシーズンに、幌馬車にイルミネーション（電飾）を施し、また、馬にはトナカイに似せた角を取り付け、御者はサンタクロースの姿に扮して、街を闊歩している。このイベントはイルミネーション点灯時から夜まで行われた。これは札幌市中央区の大通地区の六つの商店街が企画した。また、乗車料はチャリティーとして寄付された。

## コース
- 時計台50分コース[10]
  - 大通公園4丁目発 → 時計台（5分停車） → 北海道庁旧本庁舎 "赤レンガ"（10分停車） → 大通公園4丁目着

## 営業
- 場所： 大通公園4丁目（地下鉄大通駅5番出入口すぐ側）
- 期間： 4月末 - 11月3日（雨天中止）、定休日 水曜日
- 時間： 10時00分 - 16時00分、所要時間：50分 （9月 - 11月は15時まで） （昼休みは12時00分 - 13時00分）
- 定員：24名 - 1階席：12名、2階席：12名[11]

※2013年のゴールデンウィークは創業以来の悪天候のため、終日運休した日もあった。

## ギャラリー

参照画像
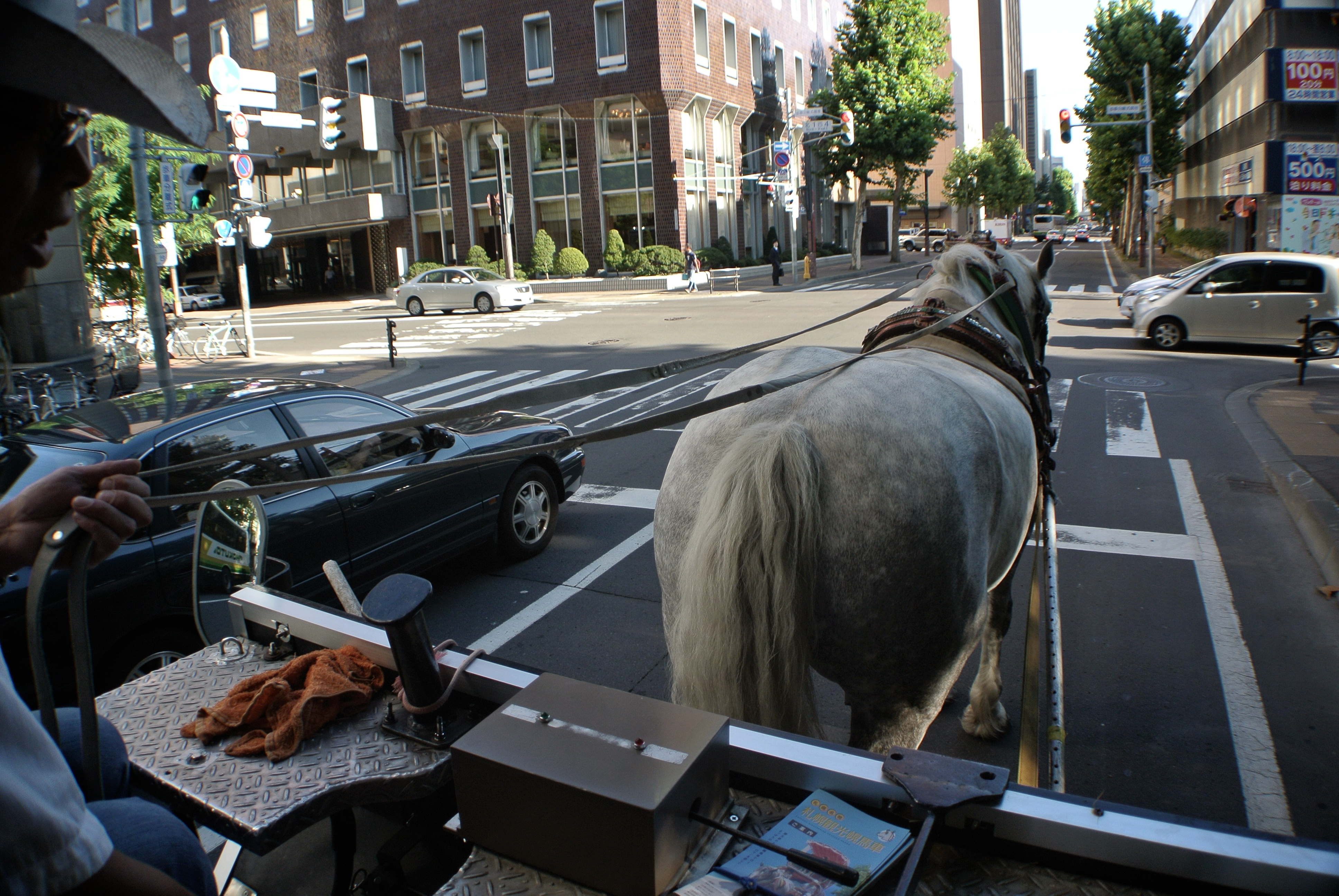
札幌の中心街を観光コースとする。交通量が多くても、馬はおとなしい。
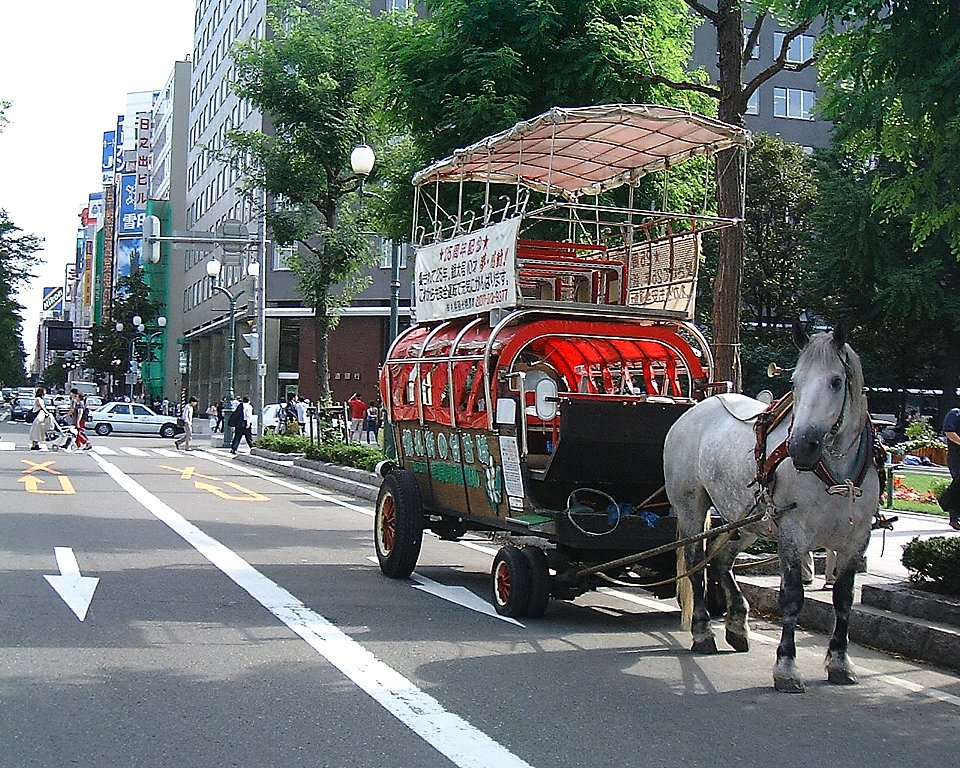
2006年以前の幌馬車。まだイワクラホームの前看板は無い。

## 営業終了後の動き
2017年の札幌観光幌馬車による運行終了後、札幌市のビルメンテナンス会社「スリーエスメンテナンス」が観光馬車事業の参入を計画。静内農業高校出身で高校時代馬術部に所属していた社員が「馬に関わる仕事を行いたい」との思いから観光馬車事業を提案、馬車馬としてばん馬「キタノダイナミック」を購入し「ダイちゃん」の愛称で幌馬車に使役することとし2022年9月から調教を開始、11月に試験運行を実施、「札幌まちばしゃ」の愛称でサッポロファクトリーを起終点に永山記念公園・創成川西2丁目通・二条市場を経由するルートで2023年6月20日より正式運行を開始。